# Centule IV. de Béarn
Centule IV. de Béarn (fr. Centulle IV de Béarn) bio je sedmi vikont (vicomte) Béarna, a znan je i kao Centule Stariji. Bio je i vikont Olorona. Vladao je od 1012. godine do svoje smrti, 1058., kad je ubijen u bitci. Bio je sin vikonta Gastona II. i njegove supruge, čije je ime nepoznato.
Centule je spomenut u nekoliko povelja, a oženio je gospu Angelu, koja je možda bila kći vikonta Anera Loupa i njegove žene.

## Djeca
Djeca vikonta Centulea i Angele:
- Gaston III.
- Rajmond
- Auriol

## Vladavina
Centule je zavladao još kao dječak ili mladić. Ovaj je vikont bio u iznimno dobrim odnosima s Katoličkom crkvom. Osnovao je opatiju svetog Petra (fr. Abbaye de Saint-Pé-de-Bigorre).
Bio je djed Centulea V.